# Воскресинцівська сільська рада (Рогатинський район)
| Воскресинцівська сільська рада — орган місцевого самоврядування у Рогатинському районі Івано-Франківської області з адміністративним центром у с. Воскресинці. Утворена 13 березня 1992 року. Водоймища на території, підпорядкованій даній раді: річка Свірж. Сільській раді підпорядковані населені пункти: - с. Воскресинці |

## Склад ради
Рада складається з 15 депутатів та голови.

### Керівний склад ради
| ПІБ                           | Основні відомості                                                                                  | Дата обрання | Дата звільнення |
| ----------------------------- | -------------------------------------------------------------------------------------------------- | ------------ | --------------- |
| Михалків Богдан Антонович     | Сільський голова, 1950 року народження, освіта, член Соціалістичної партії України                 | 26.03.2006   | 24.12.2009      |
| Гладій Катерина Володимирівна | Сільський голова, 1959 року народження, освіта середня спеціальна, Політична партія 'Наша Україна' | 31.10.2010   |                 |

Примітка: таблиця складена за даними джерела